# Michel-Rostislav Hofmann
Pour les articles homonymes, voir Hofmann.

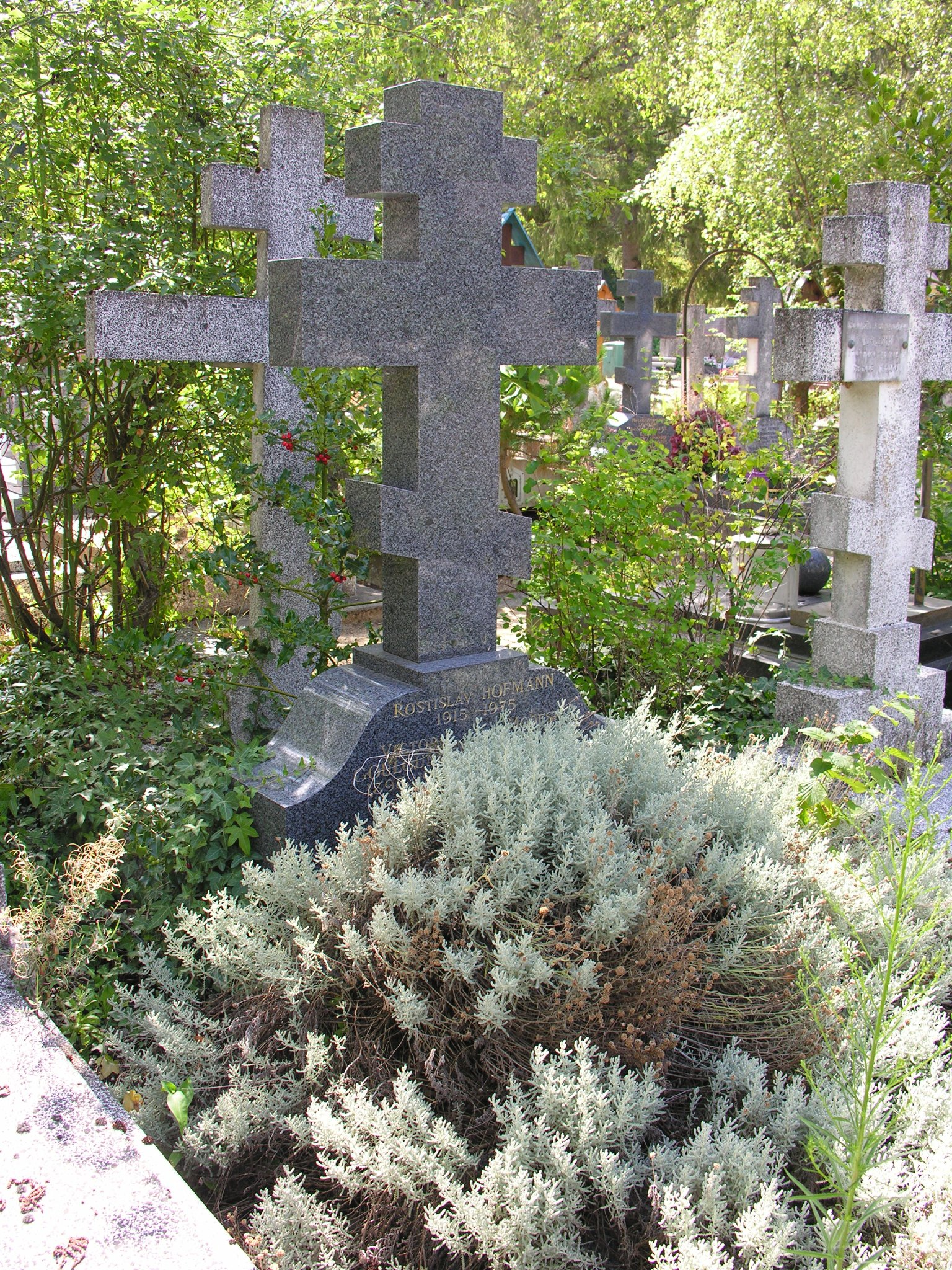
Vue de la sépulture au cimetière russe de Sainte-Geneviève-des-Bois.

Michel-Rostislav Hofmann, né le 28 avril 1915 à Petrograd et mort le 19 mars 1975 dans le 14e arrondissement de Paris, est un écrivain, musicologue et traducteur franco-russe. 
Traducteur du russe en français (notamment d'Alexandre Pouchkine, d'Ivan Tourgueniev et de Léon Tolstoï), il était également musicologue et connaisseur de la musique russe.
Son nom est souvent déformé dans les sources bibliographiques : « M. et R. Hofman », « Borislav Hoffman », etc.

## Œuvres
- Un siècle d'opéra russe : de Glinka à Stravinsky (1946)
- Petite histoire de la musique russe (1953)
- Serge Lifar et son ballet (1953)
- La Musique en Russie : des origines à nos jours (1957)
- Rimski-Korsakov : sa vie, son œuvre (1958)
- Histoire de la musique des origines à nos jours (1959)
- Tchaïkovski Collection « Solfèges » no 11, Éditions du Seuil, Paris (1959).
- Les Grandes Figures slaves de Russie (1965)
- Petite histoire de la musique russe : des origines à Stravinsky (1973)
- Sur le sentier de la musique (1962)
- Dimitri Chostakovitch, l'homme et son œuvre (1963)
- Serge Prokofiev, l'homme et son œuvre (1964)
- La Vie de Moussorgski (1964)
- La Vie de Schubert (1965)
- La Vie des grands musiciens russes (1965)
- Musique mon amie, Éditions La Farandole, Paris, (1966).
- Les Grands romanciers russes (1967)
- La Musique russe (Éditions Buchet/Chastel, 1968)

## Sources
- Notice « Michel-Rostislav Hofmann », base de la BNF